# 椀飯
椀飯（おうばん・埦飯・垸飯）とは、他人を饗応する際の献立の一種。後には饗応を趣旨とする儀式・行事自体をも指した。

## 概要
平安時代においては、節会や節供などの恒例・臨時の宮中行事の際に、椀（埦）に高く盛った姫飯を中心に酒肴や菓子などの副食物を添えた。椀飯には「殿上の椀飯」と「所々の椀飯」があり、必要な場合にその都度所管の殿上人数名に分担して調達させていたが、あくまでも公式な行事部分とは一線を画した弁当・軽食の類であった。殿上人が食する「殿上の椀飯」は折敷に据えた飯器・汁器・盤(佐良)・窪器・箸を載せ、折櫃の中に笥に盛った菜、外居（行器）に入れた菓子、小折敷の上に載せた瓶子と杯を配した。台盤所・滝口・武者所などの官人に対して振舞われる「所々の椀飯」はこれより簡略であり、台盤に飯器と箸を載せ、折櫃の中に笥に盛った菜、外居（行器）に入れた菓子は「殿上の椀飯」と同様とするが、その他の内容についてはその時々に応じた差異があった。
院政期以後、鎌倉時代にかけて次第に儀式的な要素を帯びるようになる。例えば、国司の赴任の際に在庁官人らが椀飯を奉って歓迎の饗宴を行う慣例が行われるようになり、在庁官人から武士に椀飯の慣習が広まっていった。源頼朝による鎌倉幕府の成立以後、元服や移徙などの重要な儀礼の際には椀飯が行われ、とりわけ年始に行われる「歳首の椀飯」は武家政権の最も重要な儀式の1つとして行われるようになった。もてなしを行うことで、主従の結びつきを再確認し、その関係をより強固にする意義があったという。鎌倉幕府では元日より数日にわたり、北条氏をはじめとする有力な御家人が将軍に対して太刀・名馬・弓矢とともに椀飯を奉った。室町幕府においては、有力守護大名家の家督（棟梁）が将軍に椀飯を奉って会食を行う儀式となり、大名家ごとに将軍の元に出向いて椀飯を奉る日付が定められた。すなわち、元日は時の管領が、2日は土岐氏、3日は佐々木氏、7日は赤松氏、15日は山名氏が行うこととされた（なお、佐々木氏が京極氏と六角氏に分裂すると、両氏が毎年交代で椀飯を奉ることとなった）。当時の献立は椀飯と打鮑・海月・梅干の3品に酢と塩を添えて折敷に載せて出すものであった。また、「庖丁」と称して将軍の御前で生きた魚を料理人に調理させて献じる趣向なども行われた。
応仁の乱後、幕府における椀飯は行われなくなり、その一方で一般の武家社会においては家臣が主君を接待する儀式から、年始や節供などに主君が家臣を接待する儀式へと変質を遂げていった。江戸幕府においては、年始に江戸在府の御三家が老中以下の幕閣や有力旗本を饗応し、同じく町奉行が役宅で与力らを饗応することを椀飯と称した。こうした風習は民間にも広まり、年始に親類縁者や友人知人を招いて馳走することを「椀飯振舞」「節振舞」と呼び、これが転じて「大盤振舞」という言葉の語源となった。